# Rebecka Törnqvist
Rebecka Törnqvist, född 26 april 1964 i Uppsala, är en svensk sångerska.

## Biografi
Rebecka Törnqvist är delvis uppvuxen i Lesotho och i Nairobi i Kenya, där hennes far arbetade för SIDA.
1993 släppte hon albumet A Night Like This, som sålde över 100 000 exemplar. Musikaliskt har hon rört sig mellan jazz och popmusik och lovordats både som sångerska och som låtskrivare.
Hon fick en Grammis 1995 och belönades 1996 med Ulla Billquist-stipendiet.
Hon har även varit en del av gruppen Gloria och samarbetade 2010 med den svenska rockgruppen Kent. Hon sjöng en duett med Jocke Berg i låten Passagerare som finns på skivalbumet En plats i solen. 2022 släpptes Rebecka Törnqvists album Memo, som förlängde samarbetet med producenten och multiinstrumentalisten Johan Lindström och såg artisten experimentlystet utforska nya vägar i sitt konstnärskap.

## Priser och utmärkelser
- 1995 – Grammis som "Årets kvinnliga pop/rockartist"
- 1996 – Ulla Billquist-stipendiet
- 2022 – Jazzkannan[7]

## Diskografi

### Studioalbum
- 1993 – A Night Like This
- 1995 – Good Thing
- 1996 – The Stockholm Kaza Session (med Per "Texas" Johansson)
- 1998 – Tremble My Heart
- 2001 – Vad jag vill
- 2004 – Travel Like in Songs
- 2006 – Melting Into Orange
- 2006 – Fire in the Hole – Sara Isaksson & Rebecka Törnqvist Sing Steely Dan (med Sara Isaksson)
- 2008 – The Cherry Blossom And the Skyline Rising From the Street
- 2011 – Scorpions
- 2017 – Home Secretary
- 2022 – Memo (med Johan Lindström)

### Gloria
- 1999 – Gloria
- 2003 – People Like You and Me

### Fotnoter
1. 1 2 3  Sveriges befolkning 2000, Sveriges Släktforskarförbund, 2020, läst: 29 januari 2022.[källa från Wikidata]
2. ↑  Ratsit, läst 26 april 2024
3. ↑  ”Rebecka Törnqvist intervju”. Aftonbladet. 13 mars 1998. http://wwwc.aftonbladet.se/puls/9803/13/rebecka.html.
4. ↑  ”Rebecka Törnqvist 46 år”. Sundsvalls tidning. 26 april 2010. Arkiverad från originalet den 1 oktober 2017. https://web.archive.org/web/20171001031204/http://www.st.nu/slakt-o-vanner/rebecka-tornqvist-46-ar. Läst 30 september 2017.
5. ↑  ”Rebecka Törnqvist”. United Stage. Arkiverad från originalet den 26 december 2014. https://web.archive.org/web/20141226224438/http://www.unitedstage.se/se/artister/rebecka-toernqvist.aspx#.
6. ↑  ”rebecka-tornqvist-brutalt-och-vackert/”. https://www.di.se/nyheter/rebecka-tornqvist-brutalt-och-vackert/. Läst 2 april 2025.
7. ↑  ”Mottagare av Svensk Jazz utmärkelser 2022”. Riksförbundet Svensk Jazz. https://svenskjazz.se/utmarkelser-2022/. Läst 27 mars 2023.